# Kandhar
Kandhar è una città dell'India di 20.725 abitanti, situata nel distretto di Nanded, nello stato federato del Maharashtra. In base al numero di abitanti la città rientra nella classe III (da 20.000 a 49.999 persone).

## Geografia fisica
La città è situata a 18° 54' 02 N e 77° 12' 05 E.

## Società

### Evoluzione demografica
Al censimento del 2001 la popolazione di Kandhar assommava a 20.725 persone, delle quali 10.987 maschi e 9.738 femmine. I bambini di età inferiore o uguale ai sei anni assommavano a 3.075, dei quali 1.657 maschi e 1.418 femmine. Infine, coloro che erano in grado di saper almeno leggere e scrivere erano 13.503, dei quali 8.040 maschi e 5.463 femmine.